# Kulliny
Kulliny – rodzina kompleksów białkowych, odpowiedzialnych za przyłączanie innych białek cyklu regulacji proteasomu. Złożone są z rdzenia (produkt genów cul) oraz kilku podjednostek regulacyjnych (najczęściej trzech: Rbx1, Skp, kasety F), zmieniających powinowactwo rdzenia kulliny do mediatorów cyklu regulacji proteasomu 26S. Asocjacja wszystkich regulatorów do rdzenia kulliny oraz jej neddylacja (przyłączenie białka Nedd8) powoduje utworzenie aktywnej formy, tzw. kompleksu ligazy SCF, zdolnej do ubikwitynacji. 